# Bailo
Bailo est une commune d'Espagne dans la communauté autonome d'Aragon, province de Huesca. Elle regroupe les villages de Bailo, Alastuey, Arbués, Arrès y Larués.

## Géographie
Le territoire de la commune se situe dans le massif montagneux des Pyrénées :
| \| Bailo \| Géolocalisation sur la carte des Pyrénées |
| Bailo                                                 |

Administrativement la localité se trouve au nord de l'Aragon dans la comarque de Jacetania.

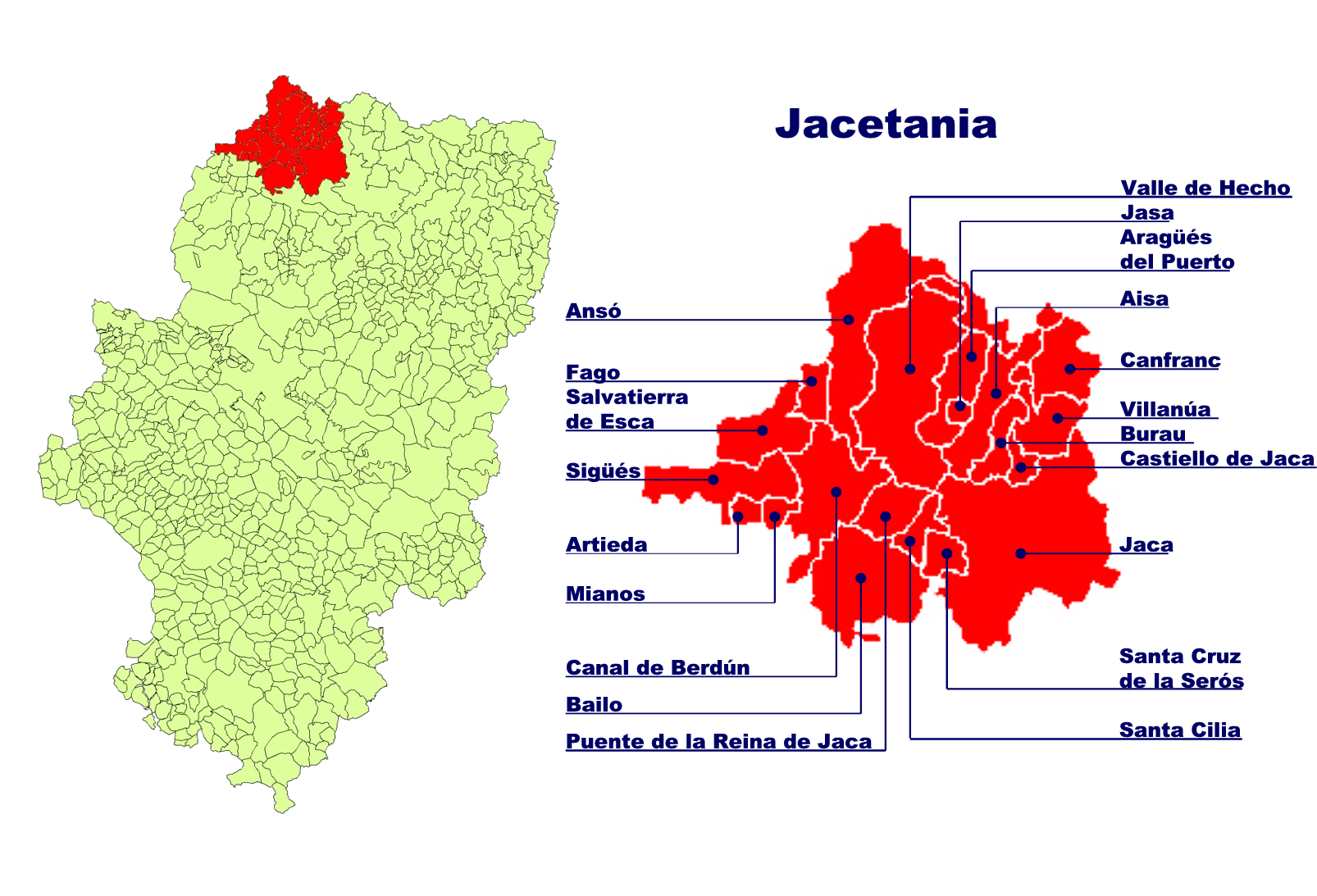
Territoire des communes en la comarque de la Jacetania (zone rouge, reste de l'Aragon en vert clair)

Localités limitrophes : À compléter

## Administration
| Période | Période | Identité                        | Étiquette | Qualité |
| ------- | ------- | ------------------------------- | --------- | ------- |
| 1979    | 1983    |                                 |           |         |
| 1983    | 1987    |                                 |           |         |
| 1987    | 1991    |                                 |           |         |
| 1991    | 1995    |                                 |           |         |
| 1995    | 1999    |                                 |           |         |
| 1999    | 2003    |                                 |           |         |
| 2003    | 2007    |                                 |           |         |
| 2007    | 2011    | Pablo Lorenzo Castán Piedrafita |           |         |

## Démographie
| Évolution démographique | Évolution démographique | Évolution démographique | Évolution démographique | Évolution démographique | Évolution démographique | Évolution démographique | Évolution démographique | Évolution démographique | Évolution démographique | Évolution démographique | Évolution démographique | Évolution démographique | Évolution démographique | Évolution démographique | Évolution démographique | Évolution démographique | Évolution démographique |
| 1842                    | 1857                    | 1860                    | 1877                    | 1887                    | 1897                    | 1900                    | 1910                    | 1920                    | 1930                    | 1940                    | 1950                    | 1960                    | 1970                    | 1981                    | 1991                    | 2001                    | 2007                    |
| ----------------------- | ----------------------- | ----------------------- | ----------------------- | ----------------------- | ----------------------- | ----------------------- | ----------------------- | ----------------------- | ----------------------- | ----------------------- | ----------------------- | ----------------------- | ----------------------- | ----------------------- | ----------------------- | ----------------------- | ----------------------- |
| 396                     | ..                      | ..                      | 860                     | 866                     | 816                     | 804                     | 829                     | 802                     | 786                     | 752                     | 635                     | 512                     | 367                     | 404                     | 336                     | 315                     | 229                     |